# Lijst van hogeronderwijsinstellingen in Suriname
Dit is een lijst van hogeronderwijsinstellingen in Suriname.

## Lijst
- Anton de Kom Universiteit van Suriname (AdeKUS)
  - Institute for Graduate Studies & Research (IGSR), master- en postdoctorale studies
  - University of Applied Sciences and Technology, hoger economisch onderwijs
- Medisch Wetenschappelijk Instituut
- FHR Lim A Po Institute for Social Studies
  - FHR School of Business
  - FHR School of Governance
  - FHR School of Law
  - FHR School of Management
- Academische Leraren Opleiding (ALO), voorheen IOL
- Lerarenopleiding voor Beroepsonderwijs, avondonderwijs
  - Lerarenonderwijs op mbo-niveau: SPI, CPI en tot 2019 ACI
- Academie voor Hoger Kunst- en Cultuuronderwijs (AHKCO)
- Business School Paramaribo, businessschool
- Conservatorium van Suriname, muziek
- Elsje Finck-Sanichar College COVAB, verpleegkundigenopleiding
- Hogeschool ABC, businessschool en toerisme
- Hogeschool van Suriname, bedrijfskunde en ICT
- IBW Hogeschool, economische, financiële en leidinggevende opleidingen
- Institute of Management and Information Technology (IMIT), Business ICT Management
- International Business School Americas Europe (IBSAE), businessschool
- Polytechnic College Suriname (PTC), hoger technisch onderwijs
- Stichting Opleiding en Onderzoek in Suriname (SOOS), marketing, management en economie
- International Hospitality and Tourism College, toerisme
- Technological University of the Americas (TUE), hoger technisch onderwijs
- Academy For Learning and Development (ALD), bedrijfskunde